# Decorospora
Decorospora is een monotypisch geslacht van schimmels behorend tot de familie Pleosporaceae. Het bevat alleen de soort Decorospora gaudefroyi. 